# Найден Войнов
Найден Войнов е български шахматист и шахматен деятел.

## Биография
Завършва Първа мъжка гимназия, и впоследствие икономика в София. След бомбардировките през 1944 г. се заселва във Видин.
По време на учредителното събрание на Българския шахматен съюз през 1931 г. е избран за секретар.
Най-доброто му класиране на първенството на България по шахмат е второто място през 1935 г. Участва на неофициалната шахматна олимпиада в Мюнхен през 1936 г., където изиграва 19 партии (3 победи, 1 равенства, 15 загуби).
През април 1936 г. играе партия, която завършва наравно с Александър Алехин на сеанса му в София.
В памет шахматиста във Видин се организира мемориал „Найден Войнов“.

## Участия на шахматни олимпиади
| Година           | Организатор | Отбор    | Класиране (отборно) | Дъска |
| 1936 неофициална | Мюнхен      | България | 21                  | Пета  |